# 背眼美體鰻
背眼美體鰻，又稱背眼錐體糯鰻（學名：Ariosoma opistophthalmus），為輻鰭魚綱鰻鱺目糯鰻科的其中一個種，由Camillo Ranzani於1839年描述，分布於西南大西洋巴西巴伊亞至聖保羅海域，深度110至600公尺，體長可達27.2公分，為底棲性魚類，肉食性，生活習性不明。